# Черник, Иван Сергеевич
Ива́н Серге́евич Че́рник (13 августа 1982, Владимир — 24 августа 2007, р. Юрункаш, КНР) — выпускник и сотрудник кафедры биохимии Биологического факультета МГУ, дважды чемпион России по водному туризму (2000 и 2005 годы).

## Биография
С детства занимался туризмом, которым увлекался и его отец, заслуженный мастер спорта Сергей Иванович Черник. Иван прошел реки высшей категории сложности — Чаткал, Кекемерен, Нарын, Чонг-Кемин, Мелет, Мургаб, Кокуйбель, Шахдара, Обихингоу, также являлся чемпионом России по водному туризму в 2000 и 2005 годах. Кроме того, молодой спортсмен интересовался и другими видами спорта — боксом, борьбой, горными лыжами и скалолазанием.
В 2004 году окончил биологический факультет Московского государственного университета с красным дипломом, в период обучения являлся стипендиатом им. С. Е. Северина. После окончания аспирантуры работал в качестве научного сотрудника на кафедре биохимии биологического факультета МГУ, опубликовал ряд научных работ, за которые был отмечен международными премиями.
24 августа 2007 года погиб вместе со своим отцом в ходе первопрохождения реки Юрункаш высшей категории сложности в горном районе Куньлунь КНР.